# Golf na Letnich Igrzyskach Olimpijskich 1904
Golf na Letnich Igrzyskach Olimpijskich 1904 w Saint Louis rozgrywany był w dniach 17–24 lipca 1904 roku na polu Glen Echo Country Club. Odbyły się dwa turnieje: indywidualny i drużynowy, w których udział wzięły dwa państwa: Kanada i Stany Zjednoczone. Amerykańscy golfiści zdominowali zawody.

## Medaliści
| Konkurencja               | Złoto | Srebro | Brąz |
| Indywidualnie (szczegóły) | George Lyon | Chandler Egan | Burt McKinnie Francis Newton |
| Drużynowo (szczegóły)     | Western Golf Association Edward Cummins Kenneth Edwards Chandler Egan Walter Egan Robert Hunter Nathaniel Moore Mason Phelps Daniel Sawyer Clement Smoot Warren Wood | Trans-Mississippi Golf Association John Cady Albert Lambert John Maxwell Burt McKinnie Ralph McKittrick Francis Newton Henry Potter Frederick Semple Stuart Stickney William Stickney | United States Golf Association Douglass Cadwallader Jesse Carleton Harold Fraser Arthur Hussey Orus Jones Allen Lard George Oliver Simeon Price John Rahm Harold Weber |

## Państwa uczestniczące w zawodach
W zawodach wzięło udział 77 golfistów z 2 państw:
- Kanada (3)
- Stany Zjednoczone (74)

## Klasyfikacja medalowa
| Poz. | Państwo           | złoto | srebro | brąz |   |
| ---- | ----------------- | ----- | ------ | ---- | - |
| 1.   | Stany Zjednoczone | 1     | 2      | 3    | 6 |
| 2.   | Kanada            | 1     | 0      | 0    | 1 |